# Liste der Kulturgüter in Cortaillod
Die Liste der Kulturgüter in Cortaillod enthält alle Objekte in der Gemeinde Cortaillod im Kanton Neuenburg, die gemäss der Haager Konvention zum Schutz von Kulturgut bei bewaffneten Konflikten, dem Bundesgesetz vom 20. Juni 2014 über den Schutz der Kulturgüter bei bewaffneten Konflikten sowie der Verordnung vom 29. Oktober 2014 über den Schutz der Kulturgüter bei bewaffneten Konflikten unter Schutz stehen.
Objekte der Kategorie A sind vollständig in der Liste enthalten, Objekte der Kategorie B sind im Gemeindegebiet nicht ausgewiesen, Objekte der Kategorie C fehlen zurzeit (Stand: 1. Januar 2023).

## Kulturgüter
| Foto | | Objekt | Kat. | Typ | Standort                              | Beschreibung |
| ---- | --- | --- | ---- | --- | ------------------------------------- | ------------ |
| ja   | Datei hochladen · Wikidata zu Fabrik Neuve (Q29522700)                                                          | La Fabrique Neuve KGS-Nr.: 04002 | A    | G   | Rue de la Fabrique 2 555807 / 199517  |              |
| ja   | Datei hochladen · Wikidata zu Le Petit Cortaillod, Seeufersiedlung der Jungsteinzeit und Bronzezeit (Q29522708) | Le Petit Cortaillod, Seeufersiedlung der Jungsteinzeit und Bronzezeit / Le Petit Cortaillod, stations lacustres néolithiques-âge du bronze KGS-Nr.: 09629 | A    | F   | Chemin de la Jeunesse 555101 / 198801 |              |